# Neococytius cluentius
Neococytius cluentius ist die einzige Schmetterlingsart der Gattung Neococytius aus der Familie der Schwärmer (Sphingidae). Die Art wurde ursprünglich der Gattung Cocytius zugerechnet, anhand von Unterschieden in der Genitalmorphologie, von dieser jedoch ausgegliedert.

## Merkmale
Die Falter haben eine Vorderflügellänge von 55 bis 92 Millimeter und zählen damit in Nordamerika zu den Schwärmern mit der größten Spannweite. Die langen, etwas schmalen Vorderflügel sind sehr dunkel schokoladebraun und tragen einige beige Streifen. Die Hinterflügel sind ebenso sehr dunkelbraun, mit einer blassgelben Medialbinde und einer leuchtend orangen Binde entlang des Flügelinnenrandes zum Analwinkel und der Diskalregion. Der Saugrüssel kann eine Länge von auch für Schwärmer extremen 255 Millimetern erreichen. Die Art ist Cocytius antaeus ähnlich, diese Art hat jedoch statt der gelblichen Medialbinde einen durchsichtigen Bereich auf den Hinterflügeln. Auch erreicht die orange Binde bei dieser Art nicht den Analwinkel, wie bei N. cluentius. Die Musterung von N. cluentius ist anders, als ihre Körpergröße nur wenig variabel.
Die Raupen sind deutlich behaart und tragen seitlich neun Paar gut abgegrenzter, weißlicher Längsstreifen. Das Analhorn ist sehr grob strukturiert und nach hinten gekrümmt. Die Puppe ist durch ihren extrem langen Saugrüssel einzigartig, der etwa zweieinhalbmal um sich selbst gewickelt ist.

## Vorkommen
Die Art ist neotropisch verbreitet, die in weiten Teilen des Nordens von Südamerika, Zentralamerika, Mexiko und der Karibik beheimatet ist. Auf Kuba ist die Art selten. In den Vereinigten Staaten fliegt die Art als seltener Irrgast im Tal des Mississippi und nordwärts bis Michigan und Illinois.

## Lebensweise
Die Raupen wurden an Annonengewächsen (Annonaceae) und Pfeffergewächsen (Piperaceae) nachgewiesen.

## Belege